# Identitet
Identitet er en grundlæggende relation, der anvendes indenfor flere faglige områder. Generelt betyder identitet at der er en lighed, at noget eller nogen er "det samme" som noget andet.
Hvis der består identitet mellem to objekter, siger man også at de to objekter er identiske. I modsætning hertil vil relationer hvor der ikke består identitet mellem de to objekter være karakteriseret ved en synlig eller målbar forskel mellem de to.
Identitetsrelationer inddeles traditionelt i to undergrupper:
1. Kvalitativ identitet og
2. numerisk identitet.

## Samfundsmæssig identitet
Over for offentlige institutioner kan man dokumentere sin identitet, hvis man har et dokument (kørekort, pas, sygesikringskort, e.l.), som viser ligheden mellem en person og de oplysninger som dokumentet indeholder. Man kan dermed 'identificere sig'.

## Psykologisk begreb
Indenfor psykologiske områder har identitet en lidt anden betydning, idet der her er fokus på hvordan en person opfatter sig selv, det vil sige jegopfattelsen. Det drejer sig om hvilke ting, egenskaber, steder eller forestillinger personen føler sig stærkt og nært knyttet til. Der er en sådan form for lighed eller forbundethed i forhold til stedet, tingen, osv. at det giver en stærk jeg-opfattelse.
Erik Erikson definerede personlig identitet som en oplevelse af at være den samme, på tværs af tid og situation; en følelse af kontinuitet knyttet til sanseoplevelser, kropsbillede, erfaringer, minder og værdier som egne og unikke. Erikson beskrev, hvordan den personlige identitet dannes gennem de mangfoldige samhandlinger mellem individet og dets sociale og kulturelle miljø. Identitet er dermed ikke et stabilt fænomen på linje med medfødte personlighedstræk. Fordi en del personlige kendetegn og sociale og kulturelle sammenhænge ændres betydeligt gennem livet, vil også identitesoplevelsen ændres. Selvoplevelsen dannes ved vores samhandling med andre og deres reaktioner på os. I vores omgivelser må vi kunne udtrykke vore biologiske og psykologiske behov. Dernæst må disse behov blive bekræftet eller anerkendt. Filosoffen Axel Honneth mener ligesom Erikson, at oplevelsen af personlig identitet forudsætter oplevelsen af anerkendelse.

## Sociologisk identitet

### Officiel (formel) identitet
Vi har alle et køn, et navn, et CPR-nummer og en fødselsdato. Det er den del af vores identitet der er forudbestemt, og som vi ikke uden videre selv har indflydelse på.

### Personlig identitet
Identiteten som et samlet begreb består af fire hovedpunkter, som alle er med til at skabe lige netop den person man er og optræder som.
Jeg-identiteten er den identitet som har størst betydning for det enkelte menneskes psyke og velvære. Jeg-identiteten er det tætteste, man kommer på ens indre personlighed, uden påvirkninger fra omverdenen. Dette kaldes også kerne-identiteten. I teenage-årene bliver jeg-identiteten virkelig sat på prøve, hvor man som ungt menneske skal finde ud af, hvem man er, og hvad man vil med sit liv. Denne udvikling er en forudsætning for senere at genkende karaktertræk hos andre, som minder om ens egen unikke identitet.
Den personlige identitet er meget lig med jeg-identiteten. Den personlige identitet er de særlige kendetegn, egenskaber, færdigheder, gennemgående adfærdsmønstre og karaktertræk, som andre kender en på.
Den sociale identitet er de karaktertræk, man bevidst forsøger at skabe hos sig selv i det sociale samfund; at fremstå som den person, man ønsker at opfattes som. Det er den sociale status og de sociale roller, man prøver at påtage sig for at blive anerkendt i det (sen)moderne samfund. Den personlige identitet er mere "privat" i forhold til den sociale identitet, som er en facade. Her er der tale om at "tage-en-ny-jakke-på", alt efter hvem man er i selskab med, og hvor man befinder sig.
Den kollektive identitet danner en ramme om den personlige og sociale identitet via en social omgangskreds. Den kollektive identitet er nødvendig for at kunne få en plads i samfundet - i vennekredse og de grupper (f.eks. med hensyn til at være dansker, FCK-fan eller muslim m.m.) man vælger at tage del i.
Selvidentitet: Ifølge den britiske sociolog Anthony Giddens er det moderne menneske henvist til at skabe sig selv som identitet i en usikker verden.

### Identitet i pædagogik
Begrebet identitet spiller også en rolle inden for moderne pædagogik, hvor man blandt andet ser på børn og unges identitetsdannelse i skole og undervisning m.v. Blandt andre har Thomas Ziehe set på, hvad der kendetegner unges identitet og læring i en kompleks verden. Disse unge søger mod mere stabile sociale rammer.